# Maria Marly de Oliveira
Pour les articles homonymes, voir Oliveira.
Maria Marly de Oliveira (née le 11 juin 1935 à Cachoeiro de Itapemirim, Brésil et morte le 1er juin 2007 à Rio de Janeiro, Brésil), est une poétesse brésilienne de la seconde moitié du XXe siècle. 

## Œuvre
Spécialiste et traductrice de littérature hispano-américaine, Maria Marly de Oliveira est l’autrice d’une importante œuvre poétique : une douzaine de recueils depuis Cerco da primavera (1957) jusqu'à Uma vez sempre (2001).